# Route 102 (Nouvelle-Écosse)
Pour les articles homonymes, voir Route 102.
La route 102 est une autoroute de la Nouvelle-Écosse reliant Halifax à la route 104, la Transcanadienne. Elle parcourt 100 km (62 mi) et dispose de quatre voies séparées sur toute sa longueur.

## Description du tracé

### Veteran's Memorial Highway
La route 102, nommée le "Veteran's Memorial Highway, la "route commémorative des anciens combattants", débute dans l'ouest de la capitale provinciale, Halifax, à l'intersection avec Connaught Avenue. Elle est le prolongement de Bayers Road. Elle se dirige ensuite vers l'ouest pour aller rejoindre la route 103 en direction de Yarmouth. Elle bifurque ensuite vers le nord pour contourner Halifax par l'ouest. Aux abords de la limite nord d'Halifax, elle croise la route 101 en direction de Windsor et de Yarmouth. Cette section de la route 102 est également appelée Bicentennial Drive.
Après le croisement avec la route 101, la route 102 se dirige vers le nord-est jusqu'à sa jonction avec la route 118 où elle se dirige vers le nord. Elle passe tout près de l'Aéroport international Stanfield d'Halifax aux environs du kilomètre 34. Elle contourne ensuite Elmsdale, Shubénacadie et Truro, où elle prend fin à l'échangeur avec la route 104.

## Histoire
La route 102 est parallèle à sa route d'origine, la route 2. La route 102 fut construite entre 1950 et 1980 en plusieurs étapes. Initialement, elle était une route à deux voies à accès limité tout en ayant quelques sections à quatre voies divisées. C'est dans les années 1980 qu'elle fut améliorée, alors que les voies de contournement de Stewiacke et de Shubénacadie furent construites, en plus de la section entre Shubénacadie et Truro.
La limite de vitesse était autrefois de 100 km/h sur toute sa longueur, mais elle fut changée pour être à 110 km/h entre la sortie avec la route 118 (Fall River) et Millbrook, au sud de Truro. Les sections au nord et au sud de la section centrale sont toujours limités à 100 km/h.

## Liste des sorties
| Comté                                     | Ville                   | km     | Sortie                           | Destinations | Notes |
| ----------------------------------------- | ----------------------- | ------ | -------------------------------- | --- | --- |
| Halifax                                   | Halifax                 | –0,80  |                                  | Route 111 est (Connaught Avenue) / Bayers Road vers Route 118 / Route 7 – Dartmouth, Rive est, MacKay Bridge    | Intersection à niveau                                                                                               |
| Halifax                                   | Halifax                 | 0,00   |                                  | Bayers Road / Mailing Street                                                                                    | Terminus officiel de la route; intersection à niveau                                                                |
| Halifax                                   | Halifax                 | 0,50   | 0                                | Joseph Howe Drive                                                                                               | Sortie direction sud, entrée direction nord                                                                         |
| Halifax                                   | Halifax                 | 1,90   | 1D                               | Dunbrack Street (Route 32)                                                                                      | Pas de sortie en direction sud; sortie 1K/H de la Route 32; Route 32 non-indiquée                                   |
| Halifax                                   | Halifax                 | 2,70   | 1A                               | Route 103 ouest vers Route 3 / Route 333 – Peeggys Cove, Yarmouth, Dunbrack Street                              | Terminus est de la Route 103                                                                                        |
| Halifax                                   | Halifax                 | 2,70   | 1A                               | rrrDunbrack Street (Route 32)                                                                                   | Sortie direction sud seulement                                                                                      |
| Halifax                                   | Halifax                 | 5,10   | 2A                               | Lacewood Drive – Bayers Lake                                                                                    | |
| Halifax                                   | Halifax                 | 8,10   | 2                                | Kearney Lake Road vers Route 2                                                                                  | |
| Halifax                                   | Halifax                 | 10,10  | 2B                               | Larry Uteck Boulevard / Kearney Lake Road                                                                       | |
| Halifax                                   | Bedford                 | 13,10  | 3                                | Route 213 (Hammonds Plains Road) vers Route 2 / Route 103 – Bedford, Atlantic Acres, West Bedford               | Indiqué sortie 3A (est) et 3B (ouest) en direction nord                                                             |
| Halifax                                   | Lower Sackville–Bedford | 17,00  | 4A                               | Route 1 est vers Route 2 / Route 7 – Bedford, Dartmouth                                                         | Sortie 1G/H de la Route 101; sortie direction sud via sortie 4C                                                     |
| Halifax                                   | Lower Sackville–Bedford | 17,00  | 4B                               | Route 101 / Route 1 ouest – Lower Sackville, Windsor                                                            | Sortie 1G/H de la Route 101; sortie direction sud via sortie 4C                                                     |
| Halifax                                   | Lower Sackville–Bedford | 18,40  | 4C                               | Duke Street / Glendale Avenue – Lower Sackville                                                                 | |
| Halifax                                   | Lower Sackville–Bedford | 18,40  | 4C                               | Route 107 est                                                                                                   | |
| Halifax                                   | Fall River              | 25,20  | 5                                | Route 118 / Route 2 / Route 318 – Waverly, Wellington, Fall River                                               | Fall River indiqué en direction sud, Route 118 indiqué en direction nord                                            |
| Halifax                                   | Fall River              | 25,50  | —                                | Route 118 sud vers Route 107 / Route 111 – Dartmouth, Halifax                                                   | Sortie direction sud, entrée direction nord                                                                         |
| Halifax                                   |                         | 32,30  | 5A                               | Route 212 (Aerotech Drive)                                                                                      | |
| Halifax                                   | 35,60                   | 6      | Aéroport international Stanfield | | |
| Halifax                                   | Enfield                 | 41,00  | 7                                | Route 2 – Enfield, Oakfield, Wellington                                                                         | |
| Hants                                     | Elmsdale                | 47,90  | 8                                | Route 214 – Elmsdale, Lantz, Windsor, Enfield                                                                   | Enfield indiqué en direction sud, Lantz indiqué en direction nord                                                   |
| Hants                                     | Lantz                   | 49,80  | 8A                               | Vers Route 2 – Lantz                                                                                            | |
| Hants                                     | Milford                 | 58,20  | 9                                | Route 14 vers Route 2 – Milford, Rawdon, Windsor, Shubénacadie                                                  | Shubénacadie indiqué en direction nord, Windsor et Route 2 indiqués en direction sud                                |
| Hants                                     | Shubénacadie            | 65,20  | 10                               | Route 215 – Noel Shore, Shubénacadie, Maitland                                                                  | |
| Colchester                                | Stewiacke               | 71,10  | 11                               | Vers Route 2 – Stewiacke, Alton, Musquodoboit Valley                                                            | Alton indiqué en direction nord, Musquodeboit Valley indiqué en direction nord                                      |
| Colchester                                | Brookfield              | 84,40  | 12                               | Route 289 vers Route 2 – Brookfield, Hilden, Upper Stewiacke                                                    | Hilden indiqué en direction nord seulement                                                                          |
| Colchester                                | Millbrook               | 93,60  | 13A                              | Communauté Mi'kmaw de Millbrook                                                                                 | |
| Colchester                                | Truro                   | 96,20  | 13                               | Vers Route 2 – Truro, Truro Heights, Hilden                                                                     | Hilden indiqué en direction sud seulement                                                                           |
| Colchester                                | Truro                   | 98,20  | 14                               | Route 2 sud / Route 236 – Truro, Bible Hill, Lower Truro, Maitland                                              | Lower Truro indiqué en direction nord, Maitland indiqué en direction sud; terminus sud du multiplex avec la Route 2 |
| Colchester                                | Onslow                  | 99,60  | 14A                              | Route 2 nord / Route 4 vers Route 311 – Onslow, Tatamagouche                                                    | Sortie direction nord, entrée direction sud; terminus nord du multiplex avec la Route 2                             |
| Colchester                                | Onslow                  | 100,80 | 15                               | Route 104 – Amherst, Nouveau-Brunswick, Île-du-Prince-Édouard (traversier via Caribou), New Glasgow, Cap Breton | Indiqué sortie 15E (est) et 15W (ouest); sortie 15 de la Route 104                                                  |
| - Terminus de multiplex - Accès incomplet |                         |        |                                  | | |